# Robert Maschio
Robert Maschio, född 25 augusti 1966 i New York, New York, USA, amerikansk skådespelare. Mest känd som Todd Quinlan (The Todd) i komediserien Scrubs.

## Filmografi (urval)
- Scrubs (TV-serie) (2001-2010)